# Бена-Камба
Бена Камба (фр. Bena-Kamba) — община на реке Ломами в провинции Маниема Демократической Республики Конго.

## История
Река Ломами протекает с юга на север параллельно реке Конго и является судоходной до общины Бена-Камба на юге. Оттуда сухопутный маршрут ведёт до города Локанду на реке Конго, минуя пороги. По этому маршруту в 1893 году Луи Наполеон Шальтен совершал свою экспедицию против арабских работорговцев.
В 1891 году Александр Делькоммун также выбрал маршрут через Бена-Камба во время своей экспедиции в Катангу. Однако его путь по реке Луалаба оказался сложным из-за множества порогов.
В январе 1900 года в газете New York Times был опубликован отчёт миссионеров-пресвитерианцев, находившихся в Луэбо, в котором сообщалось о том, что в результате действий войск Свободного государства Конго в общине Бена-Камба были сожжены четырнадцать деревень и убиты девяносто или более местных жителей.
Рейд был организован воинами племени Заппо Зап. Причиной нападения стало невыполнение местными жителями требований о выплате дани в виде каучука, слоновой кости, рабов и коз, установленных бельгийскими властями.
Город расположен на западной границе национального парка, созданного с целью защиты исчезающих видов.